# オランダのバリ島侵攻 (1908年)

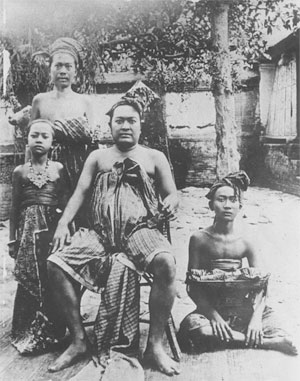
クルンクン王国王デワ・アグン。1908年

本項では、1908年のオランダのバリ島侵攻について述べる。オランダ帝国東インド軍は、1906年のバリ侵攻によってクルンクン王国をのぞくバリ島南部を征服した。1908年のバリ侵攻によってクルンクン王国が滅亡し、オランダ植民地帝国はバリ島を完全征服した。
1846年のバリ戦争以降、オランダ帝国による7度目、そして最後の侵攻であった。

## 発端
オランダによる侵攻の発端は、オランダがアヘン独占権を設置したことに対するバリ人の暴動であった。
カランガスム王国の王(ラージャ)は独占権に反対し、クルンクン王国首都での暴動を指揮した。暴動はゲルゲル王国でも発生し、バリ人のアヘン貿易商人が殺害された。

## ゲルゲル侵攻
オランダ軍は暴動を鎮圧するためゲルゲルに進軍し、バリの民衆を100人殺害し、ラージャはクルンクン王国への逃亡を余儀なくされた。オランダ軍はクルンクンの町を砲撃した。

## クルンクン王国の滅亡
1908年4月18日、クルンクン王国王であるデワ・アグンのジャンベ王（ラージャ)は予言に従って白い服を着用し、伝統的な短剣クリスで武装し、敵であるオランダ軍に大破壊をもたらすと謳い、200人の突撃隊とともに絶望的な戦いをした。しかし予言は実現されることなく、ラージャはオランダ軍に射殺された。すると、王の6人の王妃は短剣クリスでププタン（集団自決）を行い、それに続いて死の儀式に参列していた他の臣下たちも集団自決した。
オランダ軍は宮殿を焼き払い、こうしてクルンクン王国は滅亡し、現地の統治はバンリのラージャに委託された。

## オランダ保護国化
1908年10月、ギャニャールとカランガセムのオランダ保護国化に向けて協定がなされた。
1909年、バンリがオランダの保護国となった。
こうしてバリ島民によるオランダ帝国軍への抵抗は終結した。